# Beltra
Beltra is een plaats in het Ierse graafschap Sligo.